# Rosendo Huesca Pacheco

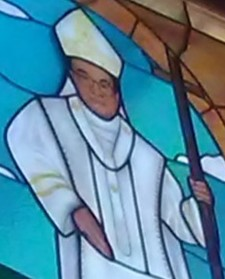
Erzbischof Rosendo Huesca Pacheco, Glasfenster in der Pfarrkirche San Martín Texmelucan

Rosendo Huesca Pacheco (* 3. März 1932 in Ejutla; † 25. November 2017 ebenda) war Erzbischof von Puebla de los Ángeles.

## Leben
Rosendo Huesca Pacheco trat 1943 in das Seminar Palafoxiano in Puebla ein und studierte Philosophie und Theologie, ab 1954 am Päpstlichen lateinamerikanischen Kolleg „Pius“ in Rom. Am 28. Oktober 1956 empfing der die Priesterweihe für das Bistum Rom. Ab 1959 studierte er Psychologie und Pädagogik an der Fordham University in New York.
Papst Paul VI. ernannte ihn am 30. Mai 1970 zum Weihbischof in Puebla de los Ángeles und  Titularbischof von Themisonium. Der Erzbischof von Puebla de los Ángeles, Octaviano Márquez y Tóriz, spendete ihm am 24. August desselben Jahres die Bischofsweihe; Mitkonsekratoren waren Emilio Abascal y Salmerón, Erzbischof von Jalapa, und Luis Guízar y Barragán, Bischof von Saltillo. 
Am 28. September 1977 wurde er durch Papst Paul VI. zum Erzbischof von Puebla de los Ángeles ernannt und am 26. November desselben Jahres in das Amt eingeführt. 1979 empfing er als Gastgeber den damaligen Papst Johannes Paul II. bei seinem Besuch in Puebla sowie die Teilnehmer der III. Generalkonferenz des Lateinamerikanischen Episkopats. Im Oktober 1995 wurde ihm für sein Engagement für die Benemérita Universidad Autónoma de Puebla die Ehrendoktorwürde verliehen.  
Am 5. Februar 2009 nahm Papst Benedikt XVI. sein aus Altersgründen vorgebrachtes Rücktrittsgesuch an.